# Karel Stehlík
Karel Stehlík (21. května 1912, Milevsko – 28. května 1985, České Budějovice) byl český malíř.

## Život
Nejprve se malířství učil u milevského malíře Oldřicha Pejši, poté v letech 1945–1947 studoval na Vysoké škole uměleckoprůmyslové v ateliéru Jaroslava Bendy, Antonína Strnadela a Emila Filly, jeden rok studoval Akademii výtvarných umění v Praze u v ateliéru krajinářské malby Otakara Nejedlého.
Významné je jeho krajinářské dílo, v kterém na mnoha akvarelech, olejomalbách a kresbách zachytil proměny jižních Čech (Z Orlické přehrady, Z přehrady na Kamýku). Ve svém rodném kraji také vyučoval na školách výtvarnou výchovu. Byl členem Sdružení jihočeských výtvarníků a SVU Mánes.

## Ocenění
Za jeho tvorbu mu byl udělen titul zasloužilý umělec (1975), národní cena ČSR (1980) a národní umělec (1982). V pozdější době mu bylo vyčítáno jeho členství v KSČ a působení v předsednictvu Svazu českých výtvarných umělců.
Milevské muzeum vydalo v roce 2013 knihu jeho vzpomínek s názvem Tady jsem doma.

## Rodina
Jeho vzdáleným příbuzným byl spisovatel Ladislav Stehlík. Akademickým malířem-krajinářem byl rovněž jeho starší bratr Jindřich (1905–1991). Malířem, grafikem a keramikem, byl jeho syn Ctirad Stehlík (1938-2003).